# Presenting Dub
A Presenting Dub 1995-ös dub válogatás Lee „Scratch” Perry-től.

## Számok
1. Dub Metal 3:43
2. Having Fun Dub 3:44
3. Rocking The Dub 3:54
4. Dub To Love 3:15
5. Ariel Dub 2:55
6. Don't Jester Dub 2:26
7. Rough Dub 3:50
8. King Tubby Dub 4:01
9. Scientist Dub 3:26
10. Army Dub 3:08
11. Queen Dub 3:17
12. Easy Dub 2:47
13. Make Up Dub 3:39
14. Sound Of Dub 3:12
15. Star Dub 3:07

## Külső hivatkozások
- https://web.archive.org/web/20070404121925/http://www.roots-archives.com/release/236
- http://www.upsetter.net/scratch/disco/bogus.htm Archiválva 2007. október 23-i dátummal a Wayback Machine-ben